# CIM-10 Bomarc
Il Bomarc è un missile terra-aria, che fu sviluppato nel corso degli anni cinquanta, negli Stati Uniti. Si tratta di un imponente sistema d'arma per la difesa aerea a lungo raggio che divenne a causa dei suoi costi esorbitanti uno dei più controversi e costosi progetti mai sviluppati per il ruolo della difesa aerea. Esso era la dimostrazione dello straordinario potere industriale e tecnologico nordamericano di quel periodo, ma venne ampiamente criticato per vari motivi. Si trattava di un di intercettore supersonico teleguidato, propulso da due statoreattori, un raggio di azione di 370 km nel primo modello, successivamente raddoppiato. Esso era, assieme al RIM-50 Typhon LR e al LIM-49 Nike Zeus, un sistema d'arma molto evoluto per l'epoca, ma costava quanto un caccia intercettore; costruito in poche centinaia di esemplari, vantava prestazioni eccezionali. Un test in cui la seconda versione intercettò un bersaglio supersonico a oltre 700 km di distanza e 30000 metri di quota ne furono la dimostrazione.

## Origini
Un anno dopo la fine della Seconda guerra mondiale l'aeronautica degli Stati Uniti, all'epoca ancora chiamata USAAF, richiese una serie di nuove armi per la difesa dello spazio aereo, i missili contraerei, in 3 modelli diversi. Queste realizzazioni erano di tipo strategico, e le prestazioni richieste erano ampiamente superiori alle possibilità tecniche dell'epoca.
Uno dei 3 tipi soltanto venne completato, in associazione tra la Boeing e la Michigan Aeronautical Research Center. Il nome, Bomarc, derivò dalle iniziali dei 2 enti che lo crearono. Le specifiche erano eccezionalmente severe, perché si trattava di un missile supersonico con un raggio di 885 km. Di conseguenza lo sviluppo portò via molto tempo e il primo lancio avvenne solo nel 1957, ben 11 anni dopo l'emissione dei requisiti operativi del nuovo sistema d'arma.

## Tecnica
Sviluppato come intercettore senza pilota supersonico, il Bomarc era un missile straordinario, con soluzioni talmente sofisticate e che esso venne considerato a tutti gli effetti un'arma strategica. Originariamente questo sistema d'arma necessitava di un tempo di preallerta di 2 minuti prima del lancio, che fu successivamente ridotti a 30 secondi nelle versioni successive. La portata, che consentiva ad un'unica batteria di coprire un ampio spazio e quindi risultare almeno in teoria più economica rispetto a sistemi a portata più ridotta non era una delle principali peculiarità.
Il missile aveva sia le dimensioni che le sembianze di un aeroplano, ed era dotato di estremità alari rotanti che fungevano da alettoni, di una deriva con la cima incernierata che fungeva da timone e infine di piani di coda servocomandati per controllare la quota.
L'apparato elettronico di bordo era molto sofisticato, dal momento che si trattava del primo missile capace di portare un sistema di autoguida radar internamente alla sua struttura, che assicurava l'autonomia nell'acquisizione del bersaglio nella fase finale.

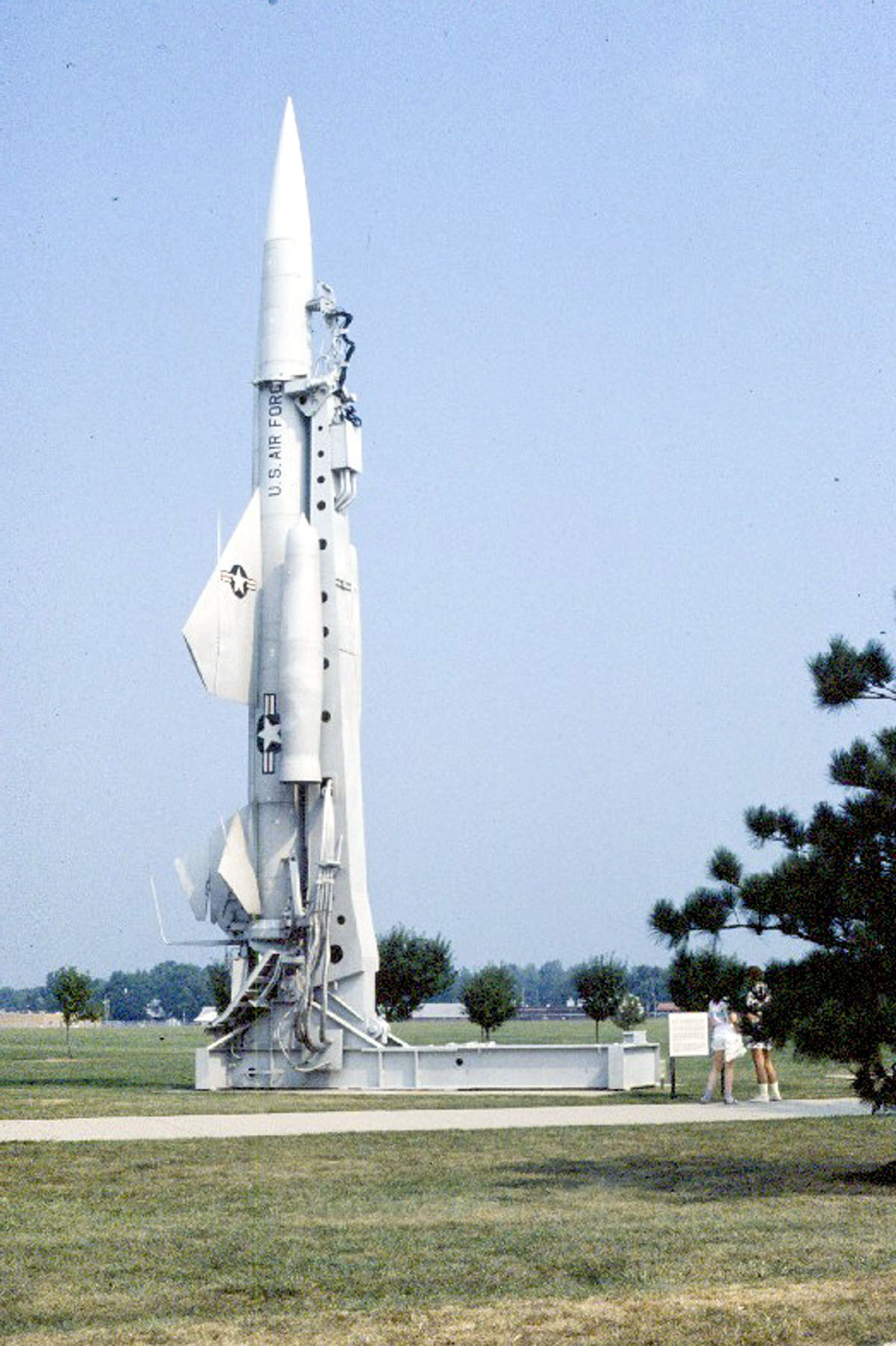
Missile bomarc completo di booster, esposto in un museo. Si notino le imponenti dimensioni del complesso

I motori e le prestazioni in generale erano oggetto di grande attenzione e investimenti economici. Il missile era alloggiato in un contenitore corazzato semplicemente chiamato coffin (bara) che si apriva a valva e permetteva alla rampa di elevarlo, per poi decollare verticalmente, sotto la spinta di un motore a razzo Aerojet-General LR59-AJ-13 da 15876 kgs, funzionante ad acido picrico e cherosene JP-4. Dopo pochi secondi, raggiunta la velocità necessaria il missile azionava i due statoreattori Marquardt RJ43-MA-3, che funzionavano con benzina a 80 ottani, sviluppando 4536 kgs ciascuno. Essi erano sistemati sotto il missile e azionavano i comandi aerodinamici fornendo loro energia. Il missile saliva con rotta preprogrammata fino a 19000 metri, poi dalla salita rovesciata piegava e andava orizzontale con una mezza rotazione. Successivamente accelerava fino a una velocità molto alta, mach 3, e la manteneva grazie alla riserva di carburante per circa 5-6 minuti, raggiungendo portate massime di 370 km.
Il volo ad alta quota, che dava una ridotta resistenza aerodinamica e la spinta, sufficiente per un rapporto di oltre 1,5 kgs per kg, permetteva di raggiungere velocità molto elevate, che comunque comportavano un forte riscaldamento delle parti più esposte al flusso d'aria.
In tale fase, veniva guidato in volo dai radar del SAGE, il sistema di difesa aerea semi-automatico realizzato dagli americani negli anni '50. A 16 km dal bersaglio il missile attivava il radar Westinghouse DPN-34 e lo attaccava in maniera autonoma. Va detto anche, che il missile, essendo munito di esoreattori, poteva raggiungere tangenze di - al più - 30 km.
Nel 1957 con un missile Bomarc fu condotto un lancio contro un bersaglio X-10 a 14630 m e mach 1,6. Il lancio avvenne dalla base di Patrick, in Florida, ma il controllo venne eseguito dal centro di Kinstone, NY.
Il primo modello di Bomarc fu inizialmente designato F-99, come un caccia intercettore. Esso venne ribattezzato come IM-99A e infine come CIM-10A (dal 1962). L'entrata in servizio, ben 14 anni dopo il lancio del programma, avvenne nel 1960.

## Servizio e versioni

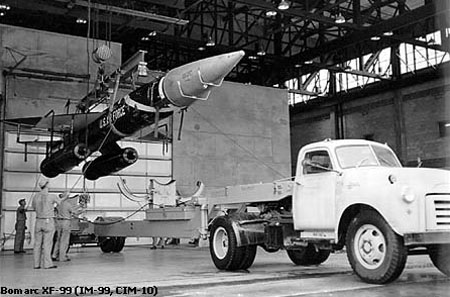
Il Bomarc sull'autocarro di rifornimento

Il Bomarc, che aveva una testata convenzionale o nucleare, era un missile costoso. Nondimeno ne vennero realizzati 366, ciascuno al costo di diversi F-86 da caccia. 1 o 2 gruppi di 28 missili l'uno, con le loro rampe verticali che somigliavano più a un sistema di lancio spaziale, vennero schierati contro i bombardieri sovietici in 3 basi aeree.
Ma siccome il missile poteva essere migliorato, venne studiato il IM-99B, poi CM-10B. Esso era persino più impressionante del precedente. Aveva un motore a razzo impulsore Thiokol M51, a propellente solido, che ridusse il tempo di preparazione da 2 minuti a pochi secondi, oltre che migliorare la sicurezza di lancio. In precedenza, infatti, era necessario pompare il combustibile liquido nei serbatoi del booster prima del lancio, e non mancarono gli incidenti. Il nuovo booster era anche più compatto e questo lasciava più spazio per i serbatoi degli statoreattori. Così l'IM-99B aveva anche un maggior quantitativo di carburante per i due statoreattori RJ-43-MA-7 da 6350kgs.
Con tali miglioramenti il missile era in grado di percorrere almeno 700 km a mach 3 o forse maggiori (la struttura era pensata per mach 4, e la velocità verosimilmente aumentava al diminuire del peso del carburante via via che veniva consumato) e coprendo ad alta quota un totale di 1,3 milioni di km² per impianto. Il primo lancio avvenne nel maggio 1959 ed entrò in servizio già dal 1961, dopo aver superato vari problemi iniziali. Durante quell'anno, appena prima di entrare in servizio, abbatté un bersaglio supersonico Regulus II che volava a 30.500m di quota e a ben 718 km dal punto di lancio. Nell'ogiva era poi contenuto il primo radar doppler del mondo, il DPN-53 della Westinghouse. Questo, almeno in teoria (considerando l'affidabilità e la tecnologia elettronica di quegli anni, che sui caccia intercettori impiegò almeno altri 10 anni per raggiungere risultati accettabili) avrebbe potuto rendere il missile capace di discriminare i bersagli anche in volo a bassa quota.

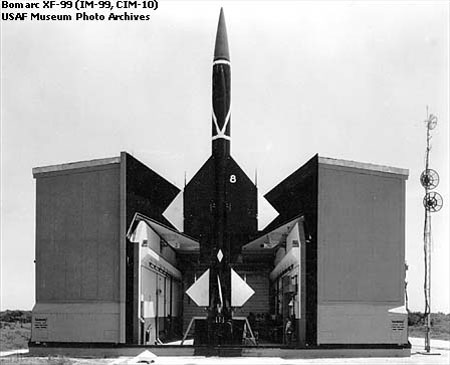
bomarc sulla rampa di lancio

Il numero di Bomarc IM-99B costruiti arrivò a 349, valore non molto elevato per un missile, che solo in parte poteva essere spiegato dalle prestazioni molto elevate.
Anche il governo canadese decise nel 1959 di comprare i IM-99B. La produzione dei Bomarc B venne fatta tra il 1961 e il 1965. Non c'è dubbio che la difesa aerea del nord-America, tra missili, sistemi radar e caccia intercettori era all'epoca pesantissima e dal costo sproporzionato contro i pochi bombardieri e missili sovietici disponibili per attaccare il territorio nemico.
Ma il sistema era discusso e discutibile, molto più criticabile del Nike Hercules (costava quanto un caccia pilotato e di certo non ne aveva la flessibilità d'uso) e il concetto di avere una sorta di caccia intercettore teleguidato monouso era estremamente opinabile, specie considerando che esso avrebbe potuto, uscendo dal controllo, vagare per centinaia di km con una testata nucleare a bordo.
Così venne tolto dal servizio già nel 1972, dopo circa 10 anni. I canadesi, come già detto, nell'allora diffusa convinzione che i missili avrebbero sostituito gli aerei nella guerra moderna, acquistarono dei Bomarc con cui ritennero di fare a meno del loro potente intercettore Avro Arrow, che non entrò mai in servizio.
Ma dopo 10 anni di servizio i Bomarc e le loro costose rampe di lancio vennero radiati, sostituiti con gli F-101 americani di seconda mano, macchine che gli Arrow avevano già sconfitto nelle selezioni iniziali, realizzando così uno dei più famosi casi sulla cattiva gestione delle risorse militari.

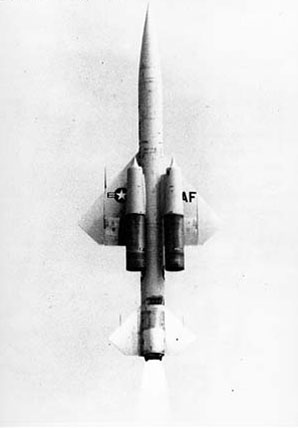
Bomarc lanciato: si noti la presenza dei 2 statoreattori